# 이리나 셰이크

이리나 발레리예브나 셰이흘리슬라모바(영어: Irina Valeryevna Shaykhlislamova, 러시아어: Ирина Вале́рьевна Шайхлисламова, 1986년 1월 6일 ~ )는 간단히 이리나 샤크(영어: Irina Shayk, 러시아어: Ири́на Шейк)로 잘 알려진 러시아의 모델이다. 셰이크는 2007년 이탈리아의 유명 란제리 의류 인티미시미의 뮤즈로 독점 계약을 맺고 국제적으로 얼굴을 알렸다. 그녀는 또한 2011년 스포츠 일러스트레이티드의 커버 모델로 발탁 된 첫 번째 러시아 모델이 되었다.
Models.com은 그녀를 "산업 아이콘"으로 평가하였다.

## 성장 과정
셰이크는 1986년 1월 6일, 소련 러시아 SFSR 첼랴빈스크주 예만젤린스크에서 광부의 타타르인 아버지 발레리 셰이흘리슬라모브와 유치원 음악 교사의 러시아인 어머니 올가 사이에서 태어났다. 그녀의 성씨인 셰이흘리슬라모바는 셰이흘리슬람으로 구성되어 있는데, 셰이흘리슬람은 문자 그대로 아버지와 러시아 여성 성 접미사 ova의 이슬람 타타르 기반으로 인해 "이슬람 학자"(셰흐 알이슬람)를 의미한다. 그녀는 아버지로부터 그녀의 외모를 물려 받았고, 사람들은 종종 그녀가 남미 사람인 것으로 생각한다고 말했다. "아버지는 타타르 계였기 때문에 어두운 피부색이었고, 때로는 타타르인들이 브라질인처럼 보일 수도 있다. 또한 나는 어머니에게서 푸른 눈을 물려 받았다." 그녀에게는 형제가 하나 있는데, 타티아나라는 언니가 있다. 그녀의 이름을 따서 지은 "이리나"라는 조카를 포함한 세 조카들의 이모이기도 하다.
셰이크는 6세 때 피아노 연주를 시작했다. 9세 때 음악 학교에 입학하여 7년 동안 피아노를 연주하였고, 그녀의 어머니가 음악 공부를 원했기 때문에 합창단에서 노래를 불렀다. 셰이크의 아버지는 그녀가 14세 때 폐렴의 합병증으로 사망했으며, 가족들에게 약간의 재산만을 남긴 탓에 어머니는 가족을 부양하기 위해 두 가지 일을 해야만 했다고 한다. 고등학생이 된 셰이크는 마케팅 공부를 하였으나, 나중에는 그녀의 언니와 미용학교에 들어갔다. 재학 중인 동안, 셰이크는 그녀의 아름다운 외모에 주목한 지역의 모델링 에이전시의 눈에 띄게 되었다. 그녀는 2004년 첼랴빈스크 미인 대회에 참가할 것을 권유 받았고, 그녀는 최종 우승을 하였다.

## 경력

### 모델링

#### 2007-2010: 초기 경력
2007년, 셰이크는 아나 베아트리스 바후스를 대체하는 이탈리아의 유명 란제리 의류 인티미시미의 뮤즈와,  같은 해에 연간의 스포츠 일러스트레이티드(Sports Illustrated Swimsuit Issue)에서 데뷔했다. 그때 이후로, 그녀는 상트페테르부르크, 나폴리, 그레나다와 칠레에서 촬영한 모든 연간 판에 출연하였다.
3년 동안 인티미시미의 이미지를 거친 셰이크는 2010년에 브랜드의 공식 대사가 되었다. 그녀의 다른 모델 계약에는 비치 버니 스윔웨어(2009), 게스 S/S 2009가 있다. 다른 일로는 빅토리아 시크릿 카탈로그, 라코스테, 체사레 파치오티, 모렐라또가 있다. 그녀는 〈애나벨〉, 〈볼레로〉, 〈우먼〉, 〈트웰브〉, 〈잘루즈〉와 〈파리스 캐피탈〉을 포함한 잡지 표지 모델로 등장했다. 그녀는 2009년 5월에 모델 에이전시 IMG와 계약했다.

#### 2010–2015:스포츠 일러스트레이티드스윔수트 이슈와 성공

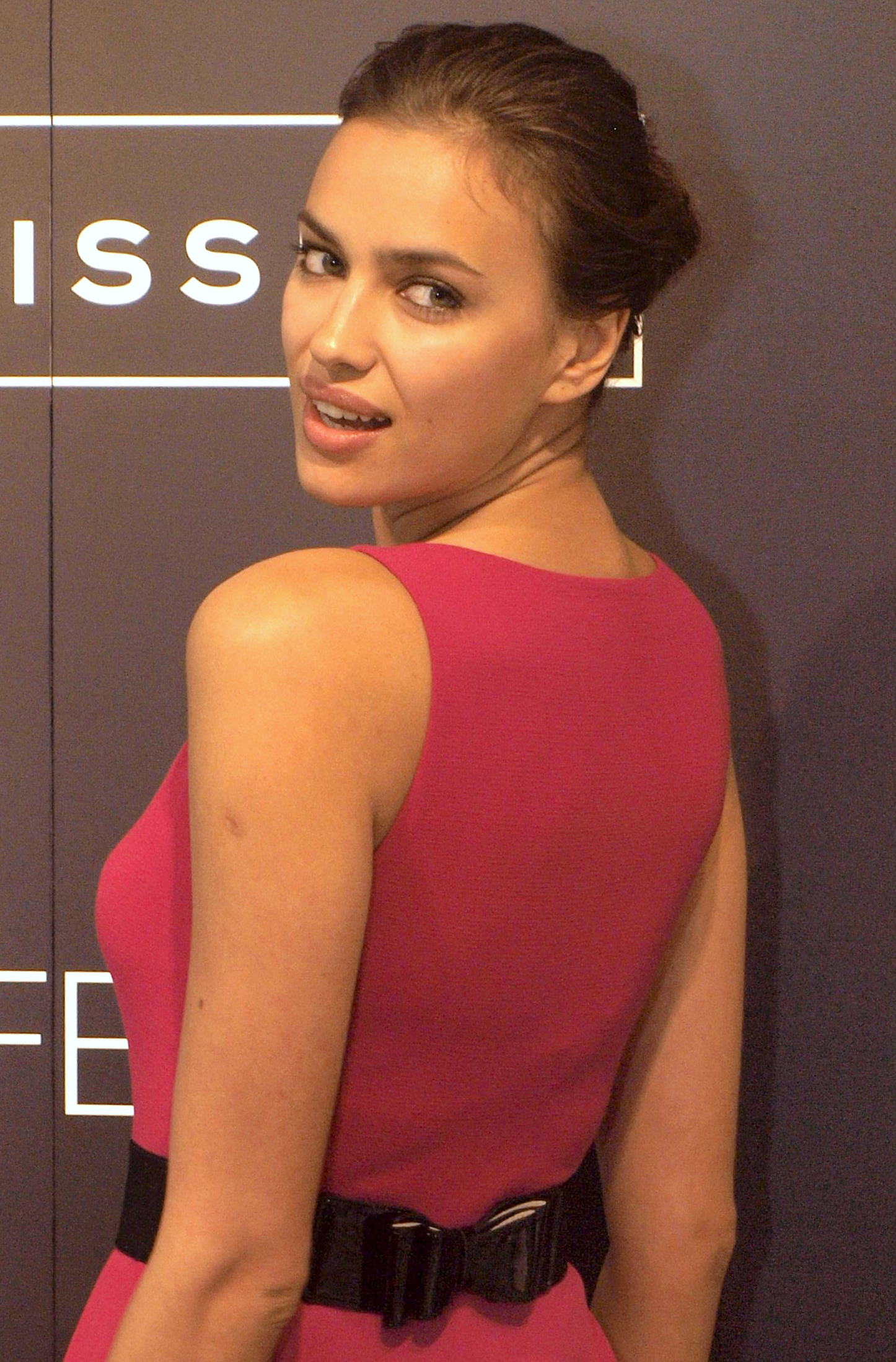
2012년 인티미시미 행사장에서 셰이크

셰이크는 아르마니 익스체인지 S/S 2010 캠페인 모델이 되었다. 그녀는 또한 영화 감독의 예술가 마르코 브람빌라가 연출한 칸예 웨스트의 "Power" 뮤직 비디오에 출연했다. 그녀는 〈오션 드라이브〉와 〈GQ〉의 남아프리카 공화국판 8월호 표지에 등장했다. 그녀는 〈콤플렉스〉 잡지에서 발표한 "50 가장 매력있는 러시아 여성" 목록에서 1위를 차지했다.
그녀는 스윔웨어에서 하이 패션으로 점차 변경하고 스페인판 〈하퍼스 바자〉, 스페인판 〈엘르〉의 2010년 11월호 표지를 장식했다. 스페인판 〈글래머〉는 그녀에게 "2010년 최고의 해외 모델" 상을 수여했다. 같은 해 말 그녀는 〈GQ〉의 스페인판 12월 호에서 누드로 등장하였다. 그러나 그녀는 사진 촬영을 하지 않았으며 잡지에 란제리를 제거하기 위해 이미지를 디지털로 변경했다고 주장했다.
2011년 2월 14일, 《레이트 쇼 위드 데이비드 레터먼》의 에피소드에서, 셰이크는 2011년 스포츠 일러스트레이티드의 표지 모델이 된 것이 〈빌보드〉를 통해 공개되었다. 그녀가 이 잡지에 실린 것은 이번이 다섯 번째였지만 처음으로 표지에 등장한 러시아인이다. 셰이크는 스윔웨어 브랜드 룰리 파마의 2011년 광고 캠페인과 룩 북의 얼굴이 되었다. 그녀는 또한 존 존 데님의 광고 캠페인에도 등장했다. 2011년, 그녀는
러시아판 〈태틀러〉, 〈트웰브〉, 스페인판 〈코스모폴리탄〉, 멕시코판 〈GQ〉, 스페인판 〈글래머〉, 이탈리아판 〈아미카〉와 크리스마스 특별판의 스페인판 〈엘르〉 등의 잡지 표지를 장식했다. 그녀는 바 라파엘리를 대체하여, 램페이지, 리플레이 진과 XTI 같은 많은 브랜드의 모델로 일했다. 그녀는 Models.com의 "섹시한 모델 Top 20" 목록에서 14위를 차지했다. 같은 해 그녀는 헝가리 잡지 〈페리오디카〉에서 발표한 "세상에서 가장 섹시한 여성"으로 선정되었다.
2012년에는 영국판 〈에스콰이어〉, 아라비아판 〈하퍼스 바자〉, 우크라이나판 〈마리끌레르〉, 스페인, 러시아와 독일판 〈GQ〉, 러시아판 〈글래머〉, 〈코스모폴리탄〉의 전 세계 14개국의 봄 표지 모델로 등장했다. 그녀는 또한 스페인판 〈S Moda〉과 〈The Sunday Times Style〉의 표지를 장식했다. 그녀는 이외에도 이탈리아판 〈베니티 페어〉에 실렸다. 같은 해, 그녀는 모렐라또, 아구아 벤디타와 블랑코의 광고 캠페인에 출연했다. 셰이크는 또한 브랜드 라 클로버와 에이본 슈퍼 드라마 마스카라의 새로운 얼굴이기도 하다. 동년 9월, 〈L' Express Styles〉 잡지 표지를 장식하면서 마리오 테스티노와 함께 작업했다. 11월, 셰이크는 잡지 〈트웰브〉와, 앤 비알리치나에 이어 두 번째로 커버를 장식했다. 같은 달에 그녀는 마리오 테스티노와 작업한 스페인판 〈보그〉 12월호에 실렸다. 그 해 11월 27일, 그녀는 도전! 슈퍼모델 러시아판의 네 번째 시즌의 심사위원으로 발표 되었다.

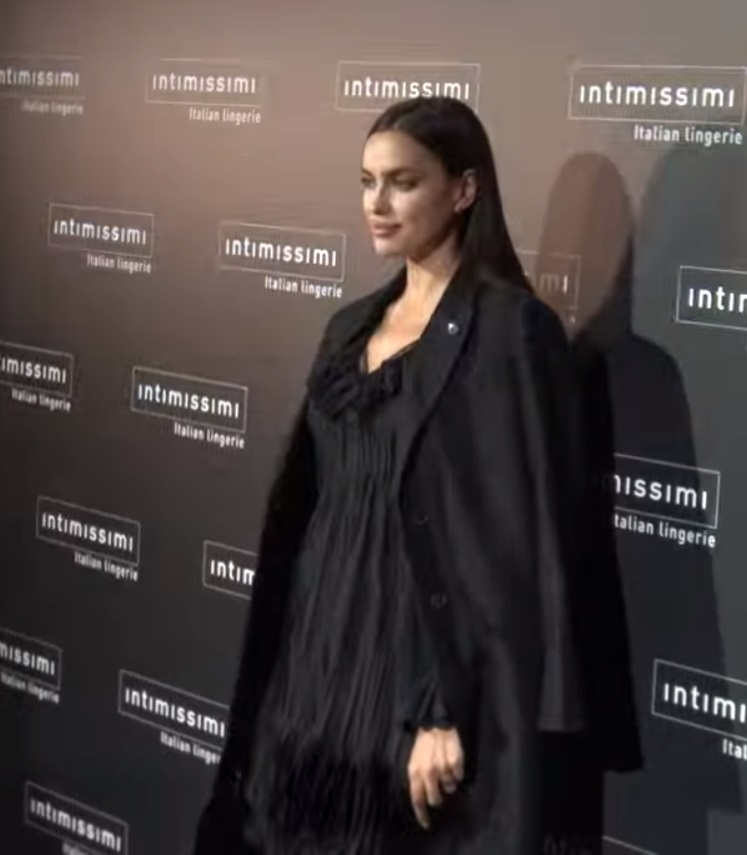
2016년 하반기 임신 중기의 셰이크, 인티미시미 브랜드 20주년 기념 축하 행사장에서

2013년 2월, 그녀는 잡지 〈Vs.〉에 앤 비알리치나와 표지에 등장하였고, 같은 달에 브루스 위버가 촬영하고 카린 로이펠드가 스타일링한 CR 패션 북 2호에 실렸다. 같은 달 뉴욕 패션 위크에서 제레미 스콧의 런웨이 모델로 섰다. 2013년 3월에는 파리 패션 위크에서 지방시 런웨이를 섰다. 또한 2013년 셰이크는 미국판 〈하퍼스 바자〉에 여러 차레 메인으로 등장하였다. 그녀는 CR 패션 북 3호에서 두 번째로 선정되었다. 9월, 그녀는 러시아판 〈얼루어〉 표지를 장식했다. 그녀는 또한, 지암파올로 스구라가 촬영한 그녀의 첫 보그 표지로서, 스페인판 〈보그〉 표지 모델로 등장했다.
2014년, 그녀는 2014년 동계 올림픽 개막식에서 러시아 선수단의 플래 카드 전달자가 되었다. 그 후에 그녀는 유명한 러시아 TV 쇼 《Evening Urgant》에 출연하여 그녀의 성공적인 모델링 경력에 대해 이야기했다.

#### 2016-현재: 하이패션으로 노선을 완전히 변경
셰이크는 미우 미우, 보테가 베네타, 마크 제이콥스, 모스키노, 버버리, 베르사체, 지방시, 다이앤 본 퍼스텐버그, 마이클 코어스, 보스, 발렌티노, 막스 마라, 뮈글러, 이자벨 마랑, 미쏘니, 살바토레 페라가모, 에트로, 오스카 드 라 렌타, 브랜든 맥스웰, 자일스 디콘, 데시구엘, 프로노비아스, 필립 플레인과 망고의 런웨이 모델로 일했다. 그녀는 2020년 장 폴 고티에의 마지막 패션 쇼를 위해 런웨에 섰다.
2016년에는 딸을 임신한 중기의 몸으로 빅토리아 시크릿 패션쇼에 섰다.
그녀는 버버리, 장 폴 고티에, 마크 제이콥스, 베르사체, 알베르타 페레티, 지방시, 미쏘니, 라 페를라, 로베르토 카발리, 디스퀘어드2, 토즈, 막스 마라, 모스키노, 캘빈 클라인, 오스카 드 라 렌타, 라 센자, 라 클로버, 비고스, 리플레이 진, 발리, 모렐라또, 베베, 로드 앤드 타일러, 라코스테, 아르마니 익스체인지, 게스, 블루마린, 엘렌 트레이시, 더 쿠플스, 삭스 피프스 에비뉴, 린다페로우, XTI, H&M, 빅토리아 시크릿과, 에이본의 광고 캠페인 모델로 일했다. 2015년 10월, 그녀는 로레알 파리의 새로운 앰버서더가 되었다.
셰이크는 2016년 11월 29일 〈Women Fitness〉 웹사이트에서 「Irina Shayk : 세상에서 가장 섹시한 여성이 그녀의 아름다움과 운동의 비밀을 밝힌다! 라는 제목으로 운동, 다이어트, 스킨 케어, 헤어 케어」에 대한 인터뷰를 진행했다.
2018년 12월, 그녀는 마크 제이콥스 뷰티의 새로운 앰버서더가 되었다.
2019년에는 장 폴 고티에의 『Scandal』 향수의 새로운 얼굴이 되었다.

### 연기
셰이크는 2014년 영화 《허큘리스》에서 메가라 역할로 연기 데뷔를 하였다.

## 사생활
셰이크는 2010년부터 2015년 1월까지 포르투갈의 축구 선수 크리스티아누 호날두와 연인 관계였다.
2015년 초부터, 셰이크는 미국의 배우 브래들리 쿠퍼와 연인 관계이다. 2015년 11월, 쿠퍼는 그녀의 뉴욕 웨스트 빌리지의 아파트로 이사를 왔다. 2017년 3월 21일, 셰이크와 쿠퍼는 그들의 첫 아이이자 딸 레아(Lea de Seine Shayk Cooper)을 로스앤젤레스에서 출산했다. 셰이크와 쿠퍼가 2019년 6월 결별한 것이 보도 되었다.
셰이크는 줄리어스 시저의 이름을 딴 시저(Caesar)라는 래브라도의 애완견을 키우고 있다.

## 자선 활동
셰이크는 그녀의 고향인 예만젤린스크의 산부인과 병원을 지원하고 있다. 그녀와 그녀의 언니는 어린이 병동 재건축을 지원하고, 어린이 환자들을 돌보는 러시아 자선단체인 〈포모기〉 홍보대사로 활동하고 있다. 최근 적십자사와 함께 여러 국제 문제에도 관심과 지지를 보내고 있으며, 미국 동물 보호단체인 〈ASPCA〉와도 함께 일하고 있다.

## 출연 작품

### 영화
| 연도 | 제목              | 역할   | 비고 |
| ---- | ----------------- | ------ | ---- |
| 2014 | 허큘리스 Hercules | 메가라 |      |

### 텔레비전
| 연도 | 제목                                    | 역할 | 비고                                |
| ---- | --------------------------------------- | ---- | ----------------------------------- |
| 2016 | 인사이드 에이미 슈머 Inside Amy Schumer | 아내 | 시즌 4, 에피소드: "Psychopath Test" |

### 웹 시리즈
| 연도 | 제목     | 역할 | 비고                   |
| ---- | -------- | ---- | ---------------------- |
| 2020 | Cop Show | 자신 | 에피소드: "The Lawyer" |

### 뮤직 비디오
| 연도 | 제목         | 가수                            | 비고 |
| ---- | ------------ | ------------------------------- | ---- |
| 2010 | "Power"      | 칸예 웨스트                     |      |
| 2014 | "Yo También" | 로미오 산토스 feat. 마크 앤서니 |      |

### 비디오 게임
| 연도 | 제목                                          | 역할        | 비고        |
| ---- | --------------------------------------------- | ----------- | ----------- |
| 2011 | 니드 포 스피드: 더 런 Need for Speed: The Run | 밀라 베로바 | 목소리 출연 |

## 수상 및 후보
| 연도 | 상                                         | 부문                | 작품 | 결과 |
| ---- | ------------------------------------------ | ------------------- | ---- | ---- |
| 2010 | 스페인 글래머 매거진 어워드                | 최우수 해외 모델상  | 자신 | 수상 |
| 2011 | 마리끌레르 Prix de la Mode 어워드          | 올해의 모델상       | 자신 | 수상 |
| 2014 | 러시아 글래머 매거진 어워드                | 올해의 여성상       | 자신 | 수상 |
| 2021 | The Daily Front Row’s Fashion Media Awards | 패션 앙트레프레너상 | 자신 | 수상 |